# 菌生马先蒿
菌生马先蒿（学名：Pedicularis mychophila）是列当科马先蒿属的植物，是中国的特有植物。分布在中国大陆的西藏等地，生长于海拔4,200米至4,500米的地区，常生长在有苔藓的片麻岩壁上，目前尚未由人工引种栽培。